# Thinkbook
ThinkBook是联想设计、开发和销售的面向商务市场的笔记本电脑产品系列。
ThinkBook系列主要面向小型企业用户销售，但ThinkBook没有TrackPoint按钮，并且其键盘布局为简化版，ThinkBook的外壳为铝制外壳。